# Rustenburg (Holanda do Norte)
Rustenburg ou, na sua forma portuguesa, Rustemburgo (52° 38′ N, 4° 53′ L) é uma cidade dos Países Baixos, na província de Holanda do Norte. Rustenburg pertence ao município de Koggenland, e está situada a 5 km sudeste de Heerhugowaard.
A área de Rustenburg, que também inclui as partes periféricas da cidade, bem como a zona rural circundante, tem uma população estimada em 220 habitantes.